# Metrichia warema
Metrichia warema är en nattsländeart som först beskrevs av Oliver S. Flint Jr. 1974.  Metrichia warema ingår i släktet Metrichia och familjen smånattsländor. Inga underarter finns listade i Catalogue of Life.